# What's My Name (album de Ringo Starr)
Pour les articles homonymes, voir What's My Name.
Albums de Ringo Starr
Give More Love
(2017) Look Up
(2025)
What's My Name est le 20e album studio du batteur et chanteur britannique Ringo Starr, sorti le 25 octobre 2019 via Roccabella et Universal Music Enterprises. L'album a de nouveau été enregistré à Roccabella West, le studio personnel de Starr, et propose des collaborations avec Edgar Winter, Steve Lukather, Dave Stewart et Joe Walsh. À l'instar de son album précédent, Starr invite aussi Paul McCartney, son ex-partenaire des Beatles, à jouer sur une chanson mais cette fois écrite par John Lennon. On y entend aussi le classique Motown Money (That's What I Want) précédemment enregistré par les Beatles.

## Historique
Le premier single est la chanson titre qui a été écrite par Colin Hay, l'ex-chanteur et guitariste de Men At Work et ancien membre du All-Starr Band, le groupe à géométrie variable de Starr. Les musiciens qui participent à l’enregistrement de l'album sont, entre autres Edgar Winter, Dave Stewart, Benmont Tench, Steve Lukather et Joe Walsh, le beau-frère de Ringo.
Paul McCartney est invité à jouer de la basse et de faire les chœurs sur le titre Grow Old with Me (en), écrit par John Lennon en 1980. Pour boucler la boucle, le producteur Jack Douglas (en), qui a aussi produit Double Fantasy, l'album retour de John Lennon et Yoko Ono, a intégré une mélodie tirée de la chanson Here Comes the Sun de George Harrison dans l'arrangement orchestral de la chanson. Cette chanson est une des démos offertes par Yoko Ono aux Beatles lors de la préparation du projet Anthology en 1994. Déjà incluse dix ans plus tôt dans Milk and Honey, l'album posthume de Lennon, elle est donc mise de côté. En 1998, cet enregistrement est rehaussé d'une orchestration de George Martin afin d'être placé sur la compilation John Lennon Anthology.

## Liste des chansons
1. Gotta Get Up to Get Down (Richard Starkey/Joe Walsh) 4:20
2. It’s Not Love that You Want (Starkey/Dave Stewart) 3:34
3. Grow Old with Me (en) (John Lennon) 3:18
4. Magic (Starkey/Steve Lukather) 4:09
5. Money (That's What I Want) (Janie Bradford (en)/Berry Gordy) 2:56
6. Better Days (Sam Hollander) 2:49
7. Life Is Good (Starkey/Gary Burr) 3:11
8. Thank God for Music (Starkey/Grant Michaels/Hollander) 3:38
9. Send Love Spread Peace (Starkey/Gary Nicholson) 2:58
10. What’s My Name (Colin Hay) 3:45

## Personnel
- Ringo Starr : voix, batterie, percussions
- Joe Walsh : Guitares (1, 3) chœurs, rap (1)
- Dave Stewart : Guitares (2)
- Steve Lukather : Guitares (4)
- Colin Hay : Guitares et chœurs (10)
- Pete Min : Guitares
- Steve Dudas : Guitares
- Paul McCartney : basse et chœurs (3)
- Nathan East : Basse
- John Pierce : Basse
- Kaveh Rastegar : Basse
- Edgar Winter : Clavinet, synthétiseurs, chœurs (1)
- Benmont Tench : Clavinet (2), orgue, piano(7)
- Bruce Sugar : Synthétiseurs, orgue, piano, cuivres, chœurs
- Jack Douglas : Arrangements des cordes (3)
- Alison Lovejoy : Accordéon
- Kari Kimmel, Richard Page, Warren Ham, Windy Wagner : Chœurs (4)